# Daniel Quillen
Pour les articles homonymes, voir Quillen.
Daniel Gray (« Dan ») Quillen (22 ou 27 juin 1940 – 30 avril 2011) est un mathématicien américain lauréat de la médaille Fields en 1978 et du prix Cole en 1975 pour ses travaux sur la K-théorie algébrique dont il est réputé être l'architecte principal.

## Biographie
Daniel Quillen est né à Orange dans le New Jersey. Après la Newark Academy, il effectue ses études à Harvard et y obtient son BA en 1961 puis son doctorat (PhD) en 1964 sous la direction de Raoul Bott, avec une thèse sur les équations aux dérivées partielles.
Il bénéficie d'une bourse Putnam (en) en 1959.
Après un passage au MIT (Massachusetts Institute of Technology), il est professeur à l'université d'Oxford (Grande-Bretagne), au Magdalen College, où il est titulaire de 1984 à 2006 de la Chaire Waynflete de Mathématiques Pures (en).
Quillen obtient un poste au Massachusetts Institute of Technology après son doctorat. Néanmoins, il passe également plusieurs années dans diverses universités. Il se rend en France à deux reprises : d'abord grâce à une bourse de recherches de la Alfred P. Sloan Foundation à Paris, en 1968-69, où il est grandement influencé par Alexandre Grothendieck, puis en 1973–74 grâce à une bourse Guggenheim. En 1969–70, il se rend également à l'Institute for Advanced Study à Princeton, grâce à l'influence de Michael Atiyah. En 1978, Quillen reçoit la médaille Fields lors du Congrès international des mathématiciens à Helsinki.
Quillen prend sa retraite fin 2006. Il meurt de complications liées à la maladie d'Alzheimer le 30 avril 2011 à l'âge de 70 ans, en Floride.

## Travaux
Ses contributions majeures aux mathématiques portent sur l'homotopie rationnelle et la K-théorie algébrique supérieure dont il est le fondateur.
Comme mentionné spécifiquement lors de l'attribution de la médaille Fields, sa contribution la plus célèbre est sa formulation de la K-théorie algébrique supérieure en 1972. Ce nouvel , formulé en termes d'homotopie, a montré son efficacité dans la formulation et la résolution de problèmes majeurs en algèbre, en particulier en théorie des anneaux et théorie des modules. Plus généralement, Quillen a développé des outils (notamment sa théorie de catégories de modèles) qui permettent une application des résultats algébro-topologiques à d'autres contextes.
Avant ses travaux révolutionnaires sur la K-théorie algébrique, Quillen a travaillé sur la conjecture d'Adams , formulée par Frank Adams en théorie de l'homotopie.
Sa preuve de la conjecture utilise des techniques issues de la représentation modulaire de la théorie des groupes, qu'il a ensuite appliquées pour travailler sur la cohomologie de groupes et la K-théorie algébrique. Il a également travaillé sur le cobordisme complexe (en), montrant que sa loi de groupe formel est essentiellement la loi universelle.
Parmi ses autres travaux, il a aussi fourni une preuve du théorème de Quillen–Suslin, également appelé conjecture de Serre, à propos de la trivialité des fibrés vectoriels algébriques dans un espace affine.
Il est également l'architecte, avec Dennis Sullivan, de la théorie d'homotopie rationnelle.
Il a introduit le Quillen determinant line bundle (en) et le Mathai–Quillen formalism (en).

## Distinctions
La médaille Fields a récompensé en 1978 son travail en topologie algébrique et en K-théorie. Il a également reçu le prix Cole en 1975.

## Sélection de publications
- Daniel G. Quillen, Homology of commutative rings, coll. « unpublished notes » (présentation en ligne)

- Daniel G. Quillen, Homotopical algebra, vol. 43, Berlin, New York, Springer-Verlag, coll. « Lecture Notes in Mathematics », 1967, 160 p. (ISBN 978-3-540-03914-3, DOI 10.1007/BFb0097438, MR 0223432)

- Daniel Quillen, On the formal group laws of unoriented and complex cobordism theory, vol. 75, 1969 (DOI 10.1090/S0002-9904-1969-12401-8, MR 0253350), p. 1293–1298

- Daniel Quillen, Rational homotopy theory, vol. 90, t. 2, Annals of Mathematics, 1969 (DOI 10.2307/1970725, JSTOR 1970725, MR 0258031), p. 205–295
- Daniel Quillen, « The Adams conjecture », Topology. An International Journal of Mathematics, vol. 10,‎ 1971, p. 67–80 (ISSN 0040-9383, DOI 10.1016/0040-9383(71)90018-8, MR 0279804)

- Daniel Quillen, « The spectrum of an equivariant cohomology ring. I », Annals of Mathematics. Second Series, vol. 94,‎ 1971, p. 549–572 (ISSN 0003-486X, JSTOR 1970770, MR 0298694)

- Daniel Quillen, « The spectrum of an equivariant cohomology ring. II », Annals of Mathematics. Second Series, vol. 94,‎ 1971, p. 573–602 (ISSN 0003-486X, JSTOR 1970771, MR 0298694)

- Daniel Quillen, Algebraic K-theory, I : Higher K-theories (Proc. Conf., Battelle Memorial Inst., Seattle, Wash., 1972), vol. 341, Berlin, New York, Springer-Verlag, coll. « Lecture Notes in Math », 1973 (DOI 10.1007/BFb0067053, MR 0338129), p. 85–147

- Daniel Quillen, Proceedings of the International Congress of Mathematicians (Vancouver, B. C., 1974), Vol. 1, Montréal, Québec, Canad. Math. Congress, 1975 (MR 0422392), p. 171–176 (Quillen's Q-construction)

- Daniel Quillen, New developments in topology (Proc. Sympos. Algebraic Topology, Oxford, 1972), vol. 11, Cambridge University Press, coll. « London Math. Soc. Lecture Note Ser. », 1974 (MR 0335604), p. 95–103

- Daniel Quillen, Projective modules over polynomial rings, vol. 36, Inventiones Mathematicae, 1976 (DOI 10.1007/BF01390008), p. 167–171

- Daniel Quillen, « Superconnections and the Chern character », Topology. An International Journal of Mathematics, vol. 24, no 1,‎ 1985, p. 89–95 (ISSN 0040-9383, DOI 10.1016/0040-9383(85)90047-3, MR 790678)